# 비제이 안토니
비제이 안토니(Vijay Antony)는 주로 타밀어 영화 작업을 하는 인도의 음악가, 배우 및 영화 감독이다. 타밀어 영화 외에도 그는 텔루구어 및 칸나다어 영화에도 출연했다.

## 삶
그는 1975년 칸야쿠마리  지역에서 태어났다. 그의 아버지는 그가 네 살 때 세상을 떠났다. 그에게는 네 명의 자매가 있었다. 가족의 어려운 상황을 극복하기 위해 그의 어머니는 정부 일을 시작했다. 그는 또한 인도 타밀어 공무원인 마야바람  베다나야감  필라이와 관련이 있다. 프라타파 무달리아르의 역사의 저자로 기억되는 타밀 시인, 소설가 및 사회 복지사는 "최초의 현대 타밀 소설"로 인정받았다. 

## 필모그래피

### 배우
| 년도   | 영화                     | 역할                            | 노트                                    |
| ------ | ------------------------ | ------------------------------- | --------------------------------------- |
| 2006년 | 키작쿠 카달카라이 살라이 | 강사                            | 카메오 출연                             |
| 2009년 | TN 07 AL 4777            | 그녀 자신                       | 노래 "Aathichudi"에 특별 출연           |
| 2012년 | 난                       | Karthik / 모하마드 살림         | 노르웨이 타밀 영화제 최우수 신인 배우상 |
| 2014년 | 살림                     | 모드 살림                       |                                         |
| 2015년 | 인도 파키스탄            | 카르틱                          |                                         |
| 2016년 | 피차이카란               | 아룰 셀바쿠마르                 |                                         |
| 2016년 | 남비아                   | 그녀 자신                       | 노래 "Ara Amara"에 특별 출연            |
| 2016년 | 사탄                     | 디네시 / 샤르마                 |                                         |
| 2017년 | 예멘                     | 타밀라라아사나 / 아리부다남비카 |                                         |
| 2017년 | 무파리마남               | 그녀 자신                       | '렛츠고 파티' 특별출연                  |
| 2017년 | 안나두라이               | 안나두라이 / 탐비두라이         |                                         |
| 2018년 | 검은 색                  | 블랙/바라토                     | 뿐만 아니라 프로듀서                    |
| 2018년 | 교통 라마사미            | 그녀 자신                       | 카메오 출연                             |
| 2018년 | 티미루 푸디차반          | 무루가벨                        |                                         |
| 2019년 | 살인자                   | IPS 프라바카란                  |                                         |
| 2021년 | 만에 하나                | 비자야 라가반                   |                                         |
| 2021년 | 타밀라라산               | 타밀라라산                      | 촬영                                    |
| 2021년 | 불 날개                  | 시누                            | 촬영                                    |
| 2021년 | 아줌마                   | साँचा:TBA                          | 촬영                                    |
| 2021년 | 피차이카란 2             | साँचा:TBA                          | 촬영                                    |

편집자
| 년도   | 영화            | 노트 |
| ------ | --------------- | ---- |
| 2017년 | 안나두라이      |      |
| 2018년 | 티미루 푸디차반 |      |
| 2021년 | 만에 하나       |      |
| 2022년 | 피차이카란 2    |      |